# Щербицкий, Денис Николаевич
Денис Николаевич Щербицкий (бел. Дзяніс Мікалаевіч Шчарбіцкі; род. 14 апреля 1996, Минск) — белорусский футболист, вратарь. Выступал в национальной сборной Беларуси. Мастер спорта Республики Беларусь.

## Клубная карьера
Воспитанник детской школы минского МТЗ-РИПО, позже попал в структуру борисовского БАТЭ. С 2014 года начал выступать за дубль, также в 2014 и 2015 годах выступал за борисовский клуб в юношеской лиге УЕФА. С 2015 года начал привлекаться в основную команду. За главную команду дебютировал 7 июля 2016 года — в выездном высшелиговом противостоянии с «Ислочью» (3:1). В 2017 году завоевал место в основном составе, провел 38 матчей, причем в 19 оставил свои владения в неприкосновенности. И в итоге был признан лучшим вратарем чемпионата страны. В сентябре 2016 года подписал новый контракт с БАТЭ.
В сезоне 2017 стал основным вратарём команды, провёл 23 матча в чемпионате Беларуси, 4 — в Лиге Чемпионов и 8 — в Лиге Европы. По результатам сезона был признан лучшим вратарём чемпионата Беларуси. В январе 2019 года продлил контракт с борисовчанами. Сезон 2019 начинал в качестве основного вратаря, однако в июне получил травму и до конца года на поле не появлялся. Травмы преследовали футболиста в последующие годы: в сезоне 2020 чередовался с Антоном Чичканом, а в 2021 году вообще не появлялся на поле.
В феврале 2022 года продлил соглашение с БАТЭ ещё на год.
Участник групповых турниров Лиги Европы сезонов 2017/18, 2018/19 в составе БАТЭ. По итогам первого тура группового этапа Лига Европы 2018/19, вошел в Команду недели Лиги Европы.
В мае 2022 года тренировался в общей группе в преддверии финала Кубка Беларуси, последний раз выйдя на поле в матче 25 тура 26 сентября 2020 года в матче против минского «Динамо». Спустя 642 дня 30 июня 2022 гоад впервые вышел на поле в стартовом составе дубля борисовского клуба. Первый матч в Высшей Лиге сыграл 15 июля 2022 года против дзержинского «Арсенала». Всего за клуб провёл 2 матча в сезоне.
В марте 2023 года появилась информация, что с футболистом был расторгнут контракт из-за запрета выступать в Высшей Лиге.
В июле 2023 года футболист стал игроком российского «Урала». В январе 2024 года продлил контракт, не сыграв за полгода ни одного матча. 28 июля 2024 года в матче четвертого дивизиона чемпионата России  впервые почти за два года вышел на поле в официальной встрече: «Урал-2» встречался с «Акроном-2». Щербицкий не играл с 21 августа 2022 года, долгое время восстанавливаясь после травм. 3 августа 2024 года в матче 4-го тура ФНЛ дебютировал за основную команду «Урала». Следующий официальный матч провел только через восемь месяцев - 5 апреля 2025 года. В сезоне-2024/25 провел 5 матчей во всех турнирах и пропустил 7 мячей. В июле 2025 года покинул «Урал», став свободным агентом.

## Карьера в сборной
В 2012—2013 годах играл за юношескую сборную Беларуси в квалификации чемпионата Европы. 17 января 2015 года дебютировал за молодежную сборную Беларуси, выйдя на замену в конце матча против Эстонии на Кубке Содружества в Санкт-Петербурге.
9 июня 2018 года дебютировал за национальную сборную Беларуси, в товарищеском матче против сборной Финляндии.

## Клубная статистика
| Сезон | Дивизион | Клуб | Матчи | Голы |
| ----- | -------- | ---- | ----- | ---- |
| 2013  | дубль    | БАТЭ | 0     | 0    |
| 2014  | дубль    | БАТЭ | 6     | -6   |
| 2015  | дубль    | БАТЭ | 3     | -3   |
| 2016  | Д1       | БАТЭ | 5     | -3   |
| 2017  | Д1       | БАТЭ | 23    | -12  |
| 2018  | Д1       | БАТЭ | 26    | -18  |
| 2019  | Д1       | БАТЭ | 10    | -3   |
| 2020  | Д1       | БАТЭ | 14    | -15  |
| 2021  | Д1       | БАТЭ | 0     | 0    |

## Достижения

### Командные
БАТЭ
- Чемпион Беларуси (3): 2016, 2017, 2018
- Обладатель Кубка Беларуси: 2020
- Обладатель Суперкубка Беларуси: 2017

### Личные
- Включен БФФ в список 22 лучших футболистов чемпионата Беларуси (2): 2017, 2018
- Лучший вратарь чемпионата Беларуси: 2017